# 조르당 아데오티
조르당 술레이만 아데오티(프랑스어: Jordan Soulleymane Adéoti, 1989년 3월 12일 ~ )는 베냉의 프로 축구 선수로, 현재 프랑스 리그 2의 라발루아에서 수비수로 활약하고 있다. 프랑스에서 태어난 그는 국제적인 수준에서 베냉을 대표한다.

## 구단 경력
아데오티는 콜로미에, 라발루아 그리고 캉에서 프랑스에서 활약했다. 캉에서 3시즌을 보낸 후, 그는 2017년 6월에 오세르로 자유 이적했다. 2020년 8월에 그는 노르웨이 클럽인 사릅스보르그 08과 계약했다. 2021년 1월에 그는 안시와 함께 프랑스로 돌아왔다. 2021년 7월에 그는 라발루아로 돌아왔다.

## 국가대표팀 경력
아데오티는 2012년에 베냉을 위해 국제적으로 데뷔했다. 그는 팀이 8강에 오른 2019년 아프리카 네이션스컵에서 그들을 대표했다.